# زالا (روستا)
زالا (به مجاری:  Zala) یک منطقهٔ مسکونی در مجارستان است که در ناحیه تاب واقع شده‌است. زالا ۹٫۲۴ کیلومتر مربع مساحت و ۲۴۳ نفر جمعیت دارد.